# THW-Ortsverband

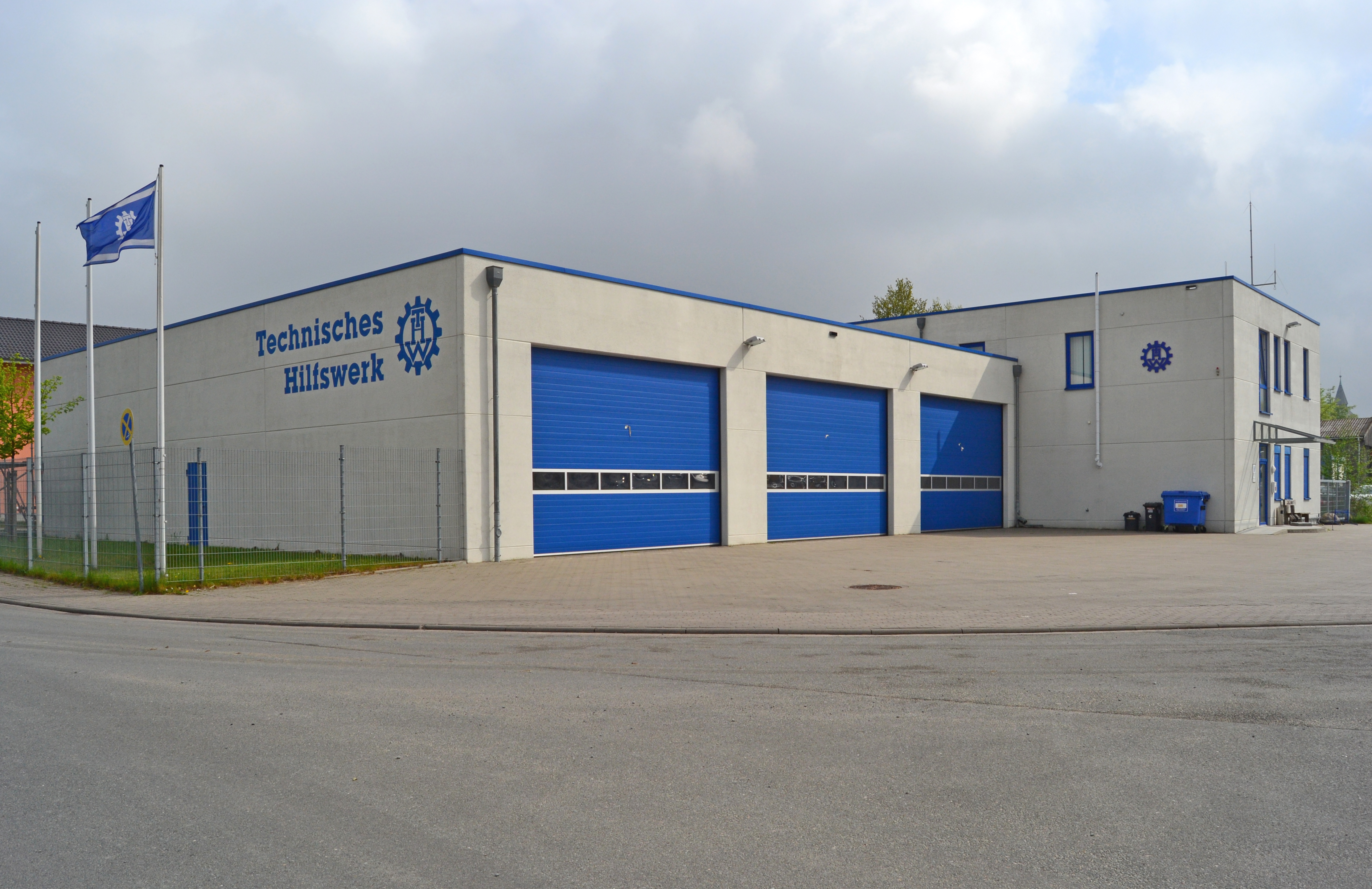
Die Unterkunft des OV Pinneberg

Der Ortsverband (OV) ist die örtliche Gliederung der Bundesanstalt Technisches Hilfswerk (THW). Er umfasst den Standort mit Unterkunft und Ausstattung sowie das ehrenamtliche Personal. Deutschlandweit gibt es 669 Ortsverbände, die in 66 Regionalbereiche untergliedert sind.

## Aufbau
Pro Ortsverband gibt es einen Ortsbeauftragten, der den Ortsverband leitet, repräsentiert und die rechtliche Verantwortung für den Ortsverband trägt. Dem Ortsbeauftragten unterstehen direkt der Stellvertretende Ortsbeauftragte, der (oder in großen Ortsverbänden mehrere) Zugführer und die beiden Fachberater. 
Der stellvertretende Ortsbeauftragte leitet den OV-Stab. Der Stab stellt die Organisationsebene im Ortsverband dar und erledigt Aufgaben wie Ausbildung (Ausbildungsbeauftragter), Verpflegung (OV-Koch), Öffentlichkeitsarbeit (Beauftragter für Öffentlichkeitsarbeit), Jugendarbeit (Ortsjugendbeauftragte), Materialwartung und -erhaltung (Schirrmeister) und Verwaltung (Verwaltungsbeauftragter). Im Einsatzfall bilden die Mitglieder des OV-Stabs den Leitungs- und Koordinierungsstab OV, welcher den Einsatz administrativ-organisatorisch koordiniert.
Die Einsatzebene im Ortsverband besteht aus mindestens einem Technischen Zug (bestehend aus dem Zugtrupp, mindestens einer Bergungsgruppe und mindestens einer Fachgruppe) und möglicherweise weiteren Technischen Zügen oder Fachzügen (Zugtrupp und der Spezialisierung des Fachzugs entsprechende Fachgruppen). Je nach benötigten Fähigkeiten und erforderlicher Ausrüstung rücken die geeigneten Teileinheiten (Trupps, Bergungsgruppen, Fachgruppen) im Einsatzfall aus.
Die Fachberater wirken als Verbindung des THW zu anderen Stellen. Da das THW in der Regel nur auf Anforderung anderer Stellen eingesetzt werden darf, bieten die Fachberater die Hilfe des THW an und beraten den Anforderer hinsichtlich der Fähigkeiten, Ausstattung und Einsatzmöglichkeiten des THW.
Ausnahmeerscheinung unter den Ortsverbänden ist der seit 1973 existierende und „Stützpunkt“ genannte THW-Standort der Stiftung Louisenlund. Nach Abschluss der in den Lehrplan integrierten Jugend- und Grundausbildung haben die Heranwachsenden die Möglichkeit, Teil der vor Ort befindlichen Bergungsgruppe zu werden.

## Finanzierung
Die Finanzierung der THW-Ortsverbände ruht auf drei Säulen:
1. Grundfinanzierung aus dem Bundeshaushalt (Kapitel 0629 im Einzelplan 06 für das Bundesministerium des Innern)[3]. Die Grundfinanzierung umfasst die in der Stärke- und Ausstattungsnachweisung vorgesehenen Positionen.
2. Zusatzfinanzierung durch THW-Helfervereinigungen und die Stiftung Technisches Hilfswerk[4] für Ausstattung, die in der Stärke- und Ausstattungsnachweisung nicht vorgesehen ist.
3. Zusatzfinanzierung für Ausstattung auf der Basis von Vereinbarungen über die örtliche Gefahrenabwehr (ÖGA) mit Kommunen, Kreisen oder dem jeweiligen Bundesland (z. B. für Stromerzeugung/Beleuchtung, Bergungstauchen, Ölabwehr oder Höhenrettung).

Die Anteile der drei Säulen sind von Ortsverband zu Ortsverband unterschiedlich.